# 삼중와선

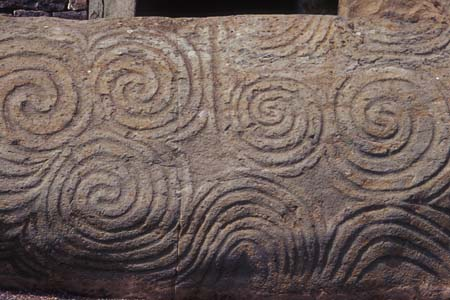
뉴그레인지 고분 석실 입구에 새겨진 삼중나선

삼중와선(triple spiral)은 트리스켈리온의 일종으로, 아일랜드의 구석기 및 신석기 유적지에서 발견되는 켈트 상징물이다.